# Vavrečka
Vavrečka je naseljeno mjesto u okrugu Námestovo u Žilinskom kraju u Slovačkoj.

## Stanovništvo
| Godina:     | 1993. | 2003.    | 2013.    | 2023.    |
| ----------- | ----- | -------- | -------- | -------- |
| Broj ljudi: | 1030  | 1263     | 1424     | 1696     |
| Razlika:    |       | +22,62 % | +12,74 % | +19,10 % |

| Godina:     | 2022. | 2023.   |
| ----------- | ----- | ------- |
| Broj ljudi: | 1673  | 1696    |
| Razlika:    |       | +1,37 % |

Prema podatcima o broju stanovnika iz 2023. godine naselje je imalo 1696 stanovnika.

## Vanjske poveznice
|  | Zajednički poslužitelj ima još gradiva o temi Vavrečka |

- Službena stranica naselja (sl.)